# ميكائيل لاتور
ميكائيل لاتور (بالفرنسية: Mickaël Latour)‏ هو لاعب كرة قدم فرنسي في مركز نصف الجناح، ولد في 16 سبتمبر 1995 في روي-مالميزون في فرنسا. لعب مع إسبانيول ب.

## وصلات خارجية
- ميكائيل لاتور على موقع قاعدة بيانات كرة القدم.إي يو (الإنجليزية)
- ميكائيل لاتور على موقع Soccerway.com (الإنجليزية)